# SBS 월요 드라마
SBS 월요 드라마는 대한민국의 SBS에서 매주 월요일에 방송되었던 TV 드라마 작품이다.

## 작품 리스트
|  | - 아래의 텔레비전 드라마 중 2002년 11월 이후에 시청 가능 연령을 표시하는 드라마 등급 제도를 의무적으로 시행하고 있습니다. - 2017년 3월 1일부터 TV 프로그램 등급 표시 외에 주제, 폭력성, 선정성, 언어, 모방 위험 등 분류 사유 표시를 의무적으로 시행하고 있습니다. |

### 1990년대
- 《여성극장》 : 1992년 3월 23일 ~ 1992년 5월 11일 - 단막극
- 《금잔화》 : 1992년 5월 18일 ~ 1992년 8월 10일
- 《형사5》 : 1995년 4월 23일 ~ 1995년 9월 25일

### 2000년대
- 《오픈드라마 남과여》 : 2001년 1월 8일 ~ 2003년 5월 5일 - 단막극
- 《혼자가 아니야》 : 2004년 10월 11일 ~ 2005년 2월 21일 - 시트콤

### 2010년대
- 《초인가족 2017》 : 2017년 2월 20일 ~ 2017년 7월 3일 - 시트콤

## 같이 보기
- SBS 월화 드라마